# Юрово (Северо-Западный административный округ)
Юрово — деревня, вошедшая в состав города Москвы в 1985 году. Относится к Северо-Западному административному округу.

## Географическое положение
Деревня Юрово находится в районе Куркино Северо-Западного административного округа города Москвы.

## История
Первое упоминание датируется второй половиной XVI века.
В начале XVII века большинство деревень из Черкизовской вотчины продано. В 1646 году Юрово оказалось в вотчине Андрея Львовича Плещеева. После 1650-х годов Юрово вошло в вотчину Ивана Алексеевича Воротынского. В 1679 году боярин умер и деревня перешла к его дочке Наталье Ивановне Воротынской.
В 1762 году в Юрово обитало 88 мужчин и 73 женщины. В 1764 году часть Юрово перешла к князю Сергею Александровичу Меншикову, другая часть была у князя А. П. Голицына. В 1771 году была эпидемия, из-за неё в территории Меншикова погибло 12 человек и 10 в участке Голицына.
В 1812 году территория полностью перешла к Меншикову. В его время крестьяне были на барщине. После смерти Сергея Александровича Меншикова территория перешла к его сыну Александру Сергеевичу. При нём его крестьяне были на оброке. В 1861 году крестьяне получили землю 86,5 десятин. Рыболовством в Сходне мог заниматься только помещик, а в прудах разрешалась крестьянам. В 1873 году селение перешло Карлу Карловичу Генке. В 1880-х года в деревне 18 дворов и обитают 140 душ.
В начале XX века в Юрово находятся: дача Гельтищева, суконная фабрика братьев Генке, красильная фабрика братьев Жиро, овощная лавка. В 1912 году фабрика Генке остановила работу, так как владелец разорился. После 1917 года сельское хозяйство пришло в упадок. В 1927 году в Юрово находятся 37 хозяйств и 195 жителей. До 1929 года деревня находилась в Ульяновской волости, после этого в Сходненском, Красногорском и Химкинском районе. В 1930-е года и 1940-е года большинство молодого населения переходило в ближайшие города на промзону. В марте 1984 года Юрово перешло под контроль Московского городского Совета народных депутатов. В декабре 1985 года входит в состав города Москвы.
В честь деревни получила название Юровская улица.